# Covas do Douro
Covas do Douro é uma povoação portuguesa sede da Freguesia de Covas do Douro do Município de Sabrosa, freguesia com 19,6 km² de área e 363 habitantes (censo de 2021), tendo, por isso, uma densidade populacional de 18,5 hab./km².
A freguesia é formada pelos lugares de Chanceleiros, Covas do Douro (sede), Donelo do Douro, Ferrão, Pesinho e Poça.

## Demografia
A população registada nos censos foi:
| Distribuição da População por Grupos Etários | Distribuição da População por Grupos Etários | Distribuição da População por Grupos Etários | Distribuição da População por Grupos Etários | Distribuição da População por Grupos Etários |
| -------------------------------------------- | -------------------------------------------- | -------------------------------------------- | -------------------------------------------- | -------------------------------------------- |
| Ano                                          | 0-14 Anos                                    | 15-24 Anos                                   | 25-64 Anos                                   | > 65 Anos                                    |
| 2001                                         | 96                                           | 81                                           | 264                                          | 117                                          |
| 2011                                         | 45                                           | 53                                           | 226                                          | 120                                          |
| 2021                                         | 21                                           | 33                                           | 186                                          | 123                                          |

## Património
- Igreja Paroquial de São João Baptista de Covas, no sítio do Passal;
- Capela de São Salvador, em Chanceleiros;
- Capela de São Gonçalo, em Pezinho;
- Capela de Santa Maria Madalena, em Donelo;
- Capela de Nossa Senhora da Conceição, de Covas do Douro.